# Lee Yong-dae
Lee Yong-dae (n. 11 septembrie 1988, Hwasun, Jeolla de Sud, Coreea de Sud) este un jucător de badminton ce a reprezentat Coreea de Sud, medaliat olimpic. A participat la 3 ediții ale Jocurilor Olimpice (2008, 2012, 2016) în care a câștigat 1 medalie de aur și 1 medalie de bronz.